# Trissulfeto de molibdênio
Trissulfeto de molibdênio é um composto inorgânico de fórmula química MoS3.